# Koryta (Miechucino)
Koryta (dodatkowa nazwa w j. kaszub. Kòrëta) – część wsi Miechucino w Polsce, położona w województwie pomorskim, w powiecie kartuskim, w gminie Chmielno, na obszarze Pojezierza Kaszubskiego i znajdują się na terenie Kaszubskiego Parku Krajobrazowego. Wchodzą w skład sołectwa Miechucino.
W latach 1975–1998 Koryta administracyjnie należały do województwa gdańskiego.